# 12.º Batalhão de Infantaria Leve de Montanha
O 12.º Batalhão de Infantaria Leve de Montanha (12º BIL Mth) é uma unidade do Exército Brasileiro sediada em Belo Horizonte, Minas Gerais e subordinada à 4.ª Brigada de Infantaria Leve (Montanha).

## História

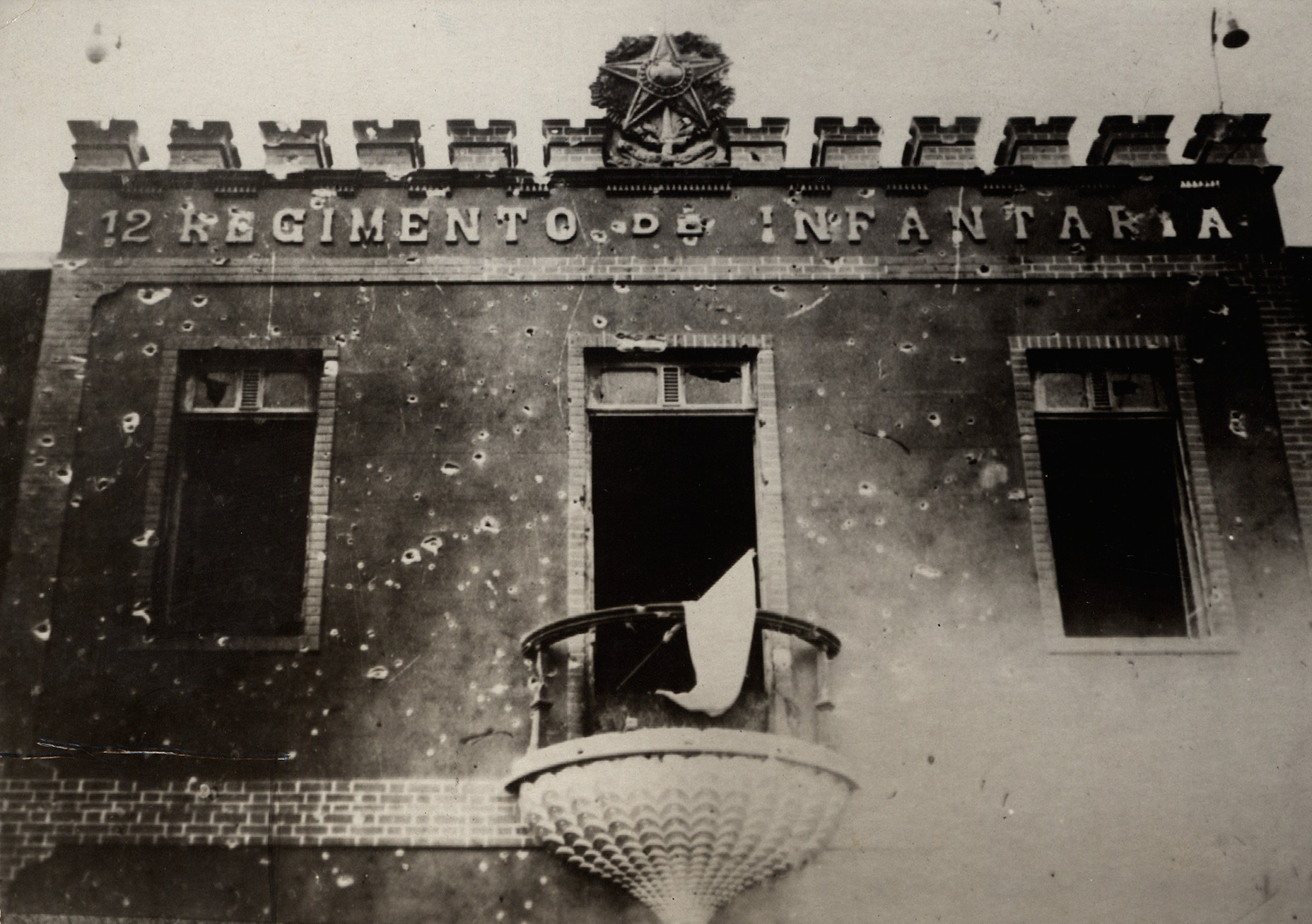
Quartel crivado de balas na Revolução de 1930

Seu ancestral é o Corpo de Guarnição Fixa da Bahia, de 1851. Participou da Guerra do Paraguai como o 16º Batalhão de Caçadores, com sua denominação histórica lembrando sua participação na batalha de Lomas Valentinas. Em 1919 seus descendentes, o 58º e 59º Batalhões de Caçadores de Niterói e Salvador, foram unidos no 12º Regimento de Infantaria em Belo Horizonte.
Na Revolução de 1924 estava entre as forças legalistas empenhadas contra os rebeldes na cidade de São Paulo. Em 1930 o regimento foi também legalista, enquanto o Estado e sua Força Pública eram revolucionários. Isolado, rendeu-se após um violento cerco com baixas em ambos os lados e de civis. O coronel mineiro Paulo René de Andrade, escrevendo do ponto de vista da Força Pública, elogiou a tenacidade de seus inimigos, que resistiram mesmo cortados do abastecimento. Os quatro dias e cinco noites do cerco atrasaram o progresso da revolução em Minas Gerais, deram tempo para a preparação de resistência legalista em outros pontos e fixaram 1.200 dos 4.416 homens da Força Pública na capital mineira, só após a vitória liberados para lutar em outras frentes.
Esteve em Juiz de Fora de 1932 a 1956. Seu terceiro batalhão foi deixado sem efetivo em 1945. Nas operações militares no golpe de 1964 o primeiro batalhão marchou a Brasília, e o segundo, ao Rio de Janeiro. Com o fim dos Regimentos de Infantaria nos anos 70, em 1973 o primeiro batalhão tornou-se 12º Batalhão de Infantaria, e o segundo, 55º Batalhão de Infantaria, agora transferido a Montes Claros. O regimento continuou a existir num estado de transição, controlando esses dois batalhões com nova designação, até sua liquidação em dezembro de 1974. Os batalhões prosseguiram na sua existência independente.

## Na atualidade
Atuou externamente em missões de paz em Angola e no Haiti e internamente na segurança pública em Minas Gerais e no Rio de Janeiro.
Em abril de 2019 recebeu a designação de Montanha e foi transferido à 4.ª Brigada de Infantaria Leve (Montanha), mas desde 1981 já treinava para o ambiente montanhoso. O efetivo, inteiramente composto de Escaladores Militares, é dividido em:
- 1ª Companhia de Fuzileiros Leves de Montanha "INTRÉPIDA", especializada em combate de montanha;
- 2ª Companhia de Fuzileiros Leves de Montanha "IMPOLUTA", especializada em combate urbano;
- 3ª Companhia de Fuzileiros Leves de Montanha "INVICTA", especializada em Garantia da Lei e da Ordem;
- Pelotão de Reconhecimento e Guia;
- Companhia de Comando e Apoio.

O batalhão emprega o IMBEL AGLC 7,62 mm e em 2019 estava a subtituir o Para-FAL e MD-1 pelo IMBEL IA2 5,56 mm.

### Citações
1. ↑  1ª Divisão de Exército – Organograma. Consultado em 28 de dezembro de 2020.
2. ↑  Portal Brasileiro de Dados Abertos – Organizações Militares(OM). Relação das Organizações Militares do Exército. Consultado em 28 de dezembro de 2020.
3. 1 2 3  Bastos Jr., Paulo Roberto (14 de dezembro de 2019). «A história do 12º BIL de MONTANHA que comemora seu centenário em Belo Horizonte (Com vídeo)». Tecnologia & Defesa. Consultado em 28 de dezembro de 2020
4. 1 2  12º BIL Mth – Histórico do 12 BIL Mth. Consultado em 28 de dezembro de 2020.
5. ↑  Savian 2023, p. 110.
6. ↑  Fróis 2014.
7. ↑  Werneck, Gustavo (8 de outubro de 2011). «Seis dias que abalaram Belo Horizonte». Estado de Minas. Consultado em 28 de dezembro de 2020
8. ↑  Andrade 1976, pp. 388, 391, 396, 405, 411-412.
9. ↑  BRASIL. Arquivo Histórico do Exército (AHEx). Catálogo de destino dos acervos das Organizações Militares do Exército Brasileiro. Rio de Janeiro, 2020, 2ª ed, p. 586.
10. ↑  Motta 2003, p. 320, Tomo 3.
11. ↑  Pedrosa 2018, p. 170.
12. ↑  Pedrosa 2018, pp. 178-179.